# José Luis Riera
José Luis Riera Biosca, Riera, (Barcelona, 26 de noviembre de 1920 - Jerez de la Frontera (Cádiz), 20 de mayo de 1987) fue un jugador internacional y entrenador de fútbol español.

## Trayectoria
Riera destacó desde niño por su corpulencia y envergadura, jugando como defensa en diversos equipos de categoría regional como el Mirandés, el Ripoll y el Athletic de Palma hasta su fichaje por el Constancia de Inca, que por aquel entonces militaba en la Segunda División. De ahí pasó al Atlético Mahón y, en 1942, fichó por el Atlético de Madrid, por aquel entonces denominado Atlético Aviación, con el que debutó en Primera.
En el Atlético jugó nueve temporadas, en las que disputó 178 partidos (151 de Liga y 27 de Copa) y marcó un gol. Con el club rojiblanco ganó dos Ligas y una Copa Eva Duarte. Allí formó parte, junto a Lozano y Aparicio, de la que se llamó Defensa de Cemento, en las temporadas 1949-50 y 1950-51, línea que contrastaba con la llamada Delantera de Cristal.
En 1951, ya con treinta y un años, fichó por el Real Zaragoza, club en el que militó sus dos últimas temporadas como profesional. Jugó 29 partidos (25 de Liga y 4 de Copa) y anotó un gol.

### Selección nacional
Riera fue internacional en tres ocasiones. Su debut con la Selección española tuvo lugar el 20 de marzo de 1949, en el partido amistoso que enfrentó a las selecciones de España y Portugal en Lisboa y que finalizó con empate a uno. Una semana más tarde, el 27 de marzo, jugó otro amistoso (España 1, Italia 3) en Madrid. Su última participación (siempre con Guillermo Eizaguirre en el banquillo) fue el 2 de abril de 1950, en la victoria ante Portugal por cinco goles a uno, en un partido disputado en Madrid de clasificación para el Mundial de 1950.

## Entrenador
Una vez retirado como jugador, Riera pasó a los banquillos, una etapa que vivió en Andalucía, comunidad en la que ya residió hasta su fallecimiento.
Allí entrenó al Club Deportivo San Fernando (1957-60), al Cádiz Club de Fútbol (1960-63), al Club Deportivo Málaga (1963) y al Xerez Club Deportivo (1968-69).
En la temporada 1996-67 y la 1967-1968 entrenó al Club Deportivo Tenerife.
Posteriormente fue gerente del Xerez Club Deportivo, puesto que desempeñaba en el momento de su fallecimiento, en mayo de 1987.

## Palmarés
Como jugador:
- 2 Ligas de España: Atlético de Madrid, 1949/50 y 1950/51.
- 1 Copa Eva Duarte: Atlético de Madrid, 1951.